# Kitsune Tails
Kitsune Tails é um jogo de plataforma de 2024 desenvolvido pela Kitsune Games e publicado pela MidBoss. Definido como a continuação de Super Bernie World, em Kitsune Tails você controla uma jovem kitsune fêmea, Yuzu, uma das mensageiras de orelhas de raposa e cauda espessa de Inari.

## Jogabilidade
Kitsune Tails é um jogo de plataforma 2D estilo retrô, com poderes na forma de trajes, frequentemente citado como se aproximando da jogabilidade de Super Mario Bros. 3. O jogo se passa ao longo de cinco mundos diferentes com temáticas baseadas na Mitologia japonesa com diferentes fases inclusas em cada mundo, como fases de casa mal-assombrada. Cenas ocorrem após algumas fases e as estações do ano mudam conforme se avança no jogo. Também é possível coletar moedas pelas fases e minijogos para comprar poderes nas lojas. Kitsune Tails traz ferramentas de mod como a possibilidade de construir fases e minijogos personalizados.

## História
Kitsune Tails segue a história de Yuzu, uma kitsune em sua primeira missão como mensageira da deusa Inari. Nessa jornada, ela conhece a curandeira Akko, que começa a desenvolver sentimentos por ela. No entanto, Kiri, amiga de infância de Yuzu, fica com ciúmes de Akko e a engana para que vá embora durante um festival, resultando em sua captura e aprisionamento. Yuzu sai em busca de Kiri para descobrir o que aconteceu e libertar Akko.

## Desenvolvimento e lançamento
A desenvolvedora Kitsune Games está sediada no Missouri. Kitsune Tails foi anunciado originalmente por volta de janeiro de 2021. Uma versão de pré-visualização foi lançada para alguns revisores em julho de 2023. Kitsune Tails foi lançado para PC via Steam e itch.io em 1 de agosto de 2024. O lançamento para outras plataformas ainda não foi anunciado, mas está planejado.

## Recepção
A versão de pré-visualização de 2023 recebeu críticas positivas da ScreenRant e da PCMag, com ambos os veículos elogiando os personagens do jogo, a história de amor e a natureza "aconchegante". O Kotaku elogiou a narrativa, afirmando que "é uma história fofa de assistir se desenrolar e a promessa de ver uma nova ceninha me deu motivação para vencer todas as fases que eu conseguisse", embora tenha notado que os controles pareciam confusos às vezes, e a PCGamesN afirmou que "o PC finalmente tem sua própria resposta para Super Mario Bros. 3." O Siliconera também avaliou o jogo positivamente, afirmando que "Kitsune Tails é um jogo de plataforma desafiador e preciso com uma adorável história queer sobre amizade e amor." A Boss Rush Network deu ao jogo 3,5/5, afirmando que no geral é um "bom jogo", mas criticando o "diálogo e a dublagem sem brilho."

### Prêmios
O Melbourne Queer Games Festival concedeu a Kitsune Tails a medalha de prata em 2024.